# Spathiphyllum fulvovirens
Spathiphyllum fulvovirens är en kallaväxtart som beskrevs av Heinrich Wilhelm Schott. Spathiphyllum fulvovirens ingår i släktet Spathiphyllum och familjen kallaväxter. Inga underarter finns listade.